# Скандал вокруг Blitzchung
Скандал вокруг Blitzchung разгорелся в октябре 2019 года после наказания гонконгского киберспортсмена по Hearthstone Ын «Blitzchung» Вай Чунга (кит. 吳偉聰) компанией Blizzard Entertainment за высказывание поддержки в сторону протестов в Гонконге во время официальной трансляции турнира. Реакция сообщества, включающая бойкот продукции Blizzard и открытое письмо членов конгресса США, убедило Blizzard смягчить наказание, но не снять его.

## События

### Бан Ын Вай Чунга
6 октября 2019 года, во время трансляции тайваньского турнира серии Hearthstone Grandmasters, ведущий брал интервью у одного из участников турнира, гонконгца Ын «Blitzchung» Вай Чунга. По ходу интервью Blitzchung надел маску, аналогичную тем, что носили протестующие в Гонконге, и сказал «Освободите Гонконг, революция нашего времени». Вскоре трансляция была прервана. На следующий день, 7 октября, компания Blizzard объявила о бане Blitzchung на текущем турнире, отзыве заработанных призовых (около 4000 долларов на тот момент) и запрете на участие в остальных турнирах Grandmasters на один год. Компания ссылалась на правило, запрещающее игрокам Grandmasters делать оскорбительные или очерняющие образ Blizzard заявления. Позднее Blizzard дала комментарий о том, что хотя они уважают свободу слова игроков, игроки всё равно связаны правилами соревнований. Blitzchung в интервью после бана заявил, что это была акция протеста, поскольку его вовлечённость в социальное движение в предыдущие месяцы мешала готовиться к турниру.

### Увольнения сотрудников Blizzard
Blizzard также разорвала контракт с двумя комментаторами, проводившими интервью, известными под никами Virtual и Mr. Yee. Считается, что комментаторы подбадривали Blitzchung донести его сообщение, чем также нарушили правила. Virtual позднее сообщил в интервью PC Gamer, что он и Mr. Yee узнали о том, что Blitzchung предстанет в маске за мгновение до интервью, и когда Ын Вай Чунг сделал своё протестное заявление, комментаторы спрятали головы под стол, что свидетельствует о том, что Ын говорил от своего имени. Также Virtual заявил, что ему ещё не сообщили причину увольнения из тайваньского офиса Blizzard.

## Общественная реакция

### Первые реакции
Китайское правительство считает действия Blitzchung подрывающими китайское национальное достоинство.
Многие другие киберспортивные комментаторы считают, что Blizzard действовала из коммерческого интереса с Китаем, как китайского правительства, так и китайского технологического гиганта Tencent, частично являющегося владельцем Blizzard. Другие высказывались против действий Blizzard, посчитав, что они выглядят как одобрение позиции китайского правительства.
Критике также подверглась тяжесть наказания Blitzchung, которое выглядело несправедливым на фоне меньших санкций, применяемых Blizzard к киберспортсменам Overwatch League, позволявшим себе вульгарные выражения и жесты на камеру. Сенаторы США Рон Уайден и Марко Рубио высказались против бана. Они написали письмо совместно с Александрией Окасио-Кортес, Майком Галлагером и Томом Малиновски с просьбой полностью аннулировать наказание Blitzchung и отослали его Blizzard. В письме говорилось, что, учитывая вес Blizzard в игровом сообществе, их решение «может оказывать сковывающий эффект на игроков, ищущих возможность использовать их платформу для продвижения прав человека и базовых свобод». Адвокатская группа по правам человека AccessNow.org также призывала Blizzard отмениить бан.

### #BoycottBlizzard
Несколько давних игроков в игры Blizzard обсуждали бойкот компании, целью которого было заставить Blizzard отозвать бан Blitzchung. Хештег #BoycottBlizzard попал в тренды «Твиттера» по всему миру, и в нём принял участие бывший сотрудник Blizzard и тимлид World of Warcraft Марк Керн, который показал скриншот того, как он отменяет подписку на собственную игру. Ряд работников Blizzard в знак протеста накрыли части монумента компании и устроили шествие с зонтиками по аналогии с протестами в Гонконге 2014 года. Один из работников Blizzard заявил: «действия Blizzard, направленные против игрока, возмутительны, но не удивительны». Комментаторы Hearthstone Брайан Киблер и Натан Замора отказались от участия в финалах Hearthstone Grandmasters, проводимых в рамках BlizzCon 2019. В своём заявлении Киблер указал, что его появление на турнире означало бы молчаливое одобрение решения. Компания Mitsubishi Motors отказалась от финансирования киберспорта через несколько дней после блокировки.

### Персонаж Overwatch как символ
Поддерживающие протесты в Гонконге начали использовать фан-арты Мэй, персонажа Overwatch китайского происхождения, в качестве знака солидарности с Ын Вай Чунгом и протеста против бана. Заголовок Business Insider описывал эту ситуацию так: «Яростные фанаты наносят Blizzard ответный удар, используя одного из их собственных персонажей в антикитайских мемах после того как компания наказала киберспортсмена за поддержку протестов в Гонконге».

### Продолжение протестов
9 октября в конце турнира Collegiate Champs по Hearthstone игроки проигравшей команды из Американского университета поднесли табличку с надписью «Освободите Гонконг, бойкотируйте близзов» к камере, после чего трансляция прервалась. В дальнейшем вебкамеры игроков были убраны с трансляции и заменены на изображения персонажей игры. Кроме того, организаторы отказались от дальнейших интервью по ходу этого соревнования. Сабреддит Blizzard был переведён в закрытый режим, в то время как остальные сабреддиты, посвящённые играм Blizzard, высказывали неодобрение действиями компании.

## Реакция Blizzard
Через 5 дней после блокировки президент Blizzard Дж. Аллен Брак написал, что рассмотрел ситуацию и посчитал, что применённые санкции Blizzard не были уместными, однако он убеждён, что Blitzchung и комментаторы отвели дискуссию от темы игры к политике. Брак объявил, что они вернут заработанные деньги Blitzchung, сократят его запрет на участие в Hearthstone Grandmasters до 6 месяцев и аналогично сократят наказание комментаторов до 6 месяцев. Брак подчеркнул, что «наши отношения с Китаем никак не влияют на наши решения». Команда Американского университета также получила шестимесячную блокировку. В дальнейших интервью Брак подчёркивал, что Blizzard не будут целиком снимать блокировки, ссылаясь на важность сохранения у трансляции «фокуса на играх» и заявляя, что «речь не о содержимом сообщения Blitzchung».
Протесты продолжились на выставке BlizzCon 2019, проводимой 1—2 ноября 2019 года. На церемонии открытия Брак извинился за поспешное решение: «Мы не соответствовали высоким стандартам, которые сами установили для себя, и за это я извиняюсь и принимаю ответственность», однако наказание снято не было.